# Avelumab
Avelumab (Markenname Bavencio) ist ein vollhumaner monoklonaler Antikörper aus der Klasse der Immun-Checkpoint-Inhibitoren. Er wird zum Einsatz in der Krebsimmuntherapie entwickelt. Avelumab bindet spezifisch an den programmierten Zelltod-Liganden 1 (PD-L1). Avelumab erhielt im Dezember 2015 die Orphan Drug Designation (ODD) für die Behandlung des Merkelzellkarzinoms sowie im Dezember 2016 zur Behandlung von Magenkrebs von der Europäischen Kommission. Die Plasmahalbwertszeit liegt bei 6,1 Tagen. Avelumab wurde von der Merck KGaA entwickelt. Das Unternehmen erzielte 2018 mit Bavencio einen Umsatz von 69 Mio. €. Im Jahr davor lag der Umsatz mit diesem Medikament bei 21 Mio. €.

## Pharmakologie

### Angenommener Wirkungsmechanismus
Avelumab ist ein humaner monoklonaler IgG1-Antikörper. Er bindet an den programmierten Zelltod-Liganden 1 (PD-L1) und es wird angenommen, dass er somit dessen Bindung an seinen Rezeptor PD-1 verhindert. Eine PD-1/PD-L1-Rezeptoren/Liganden Interaktion führt zur Hemmung von CD8+-T-Zellen und somit zur Hemmung einer Immunabwehr.
Die Immuntherapie zielt darauf ab, diese Hemmung aufzuheben, indem die Interaktion von Rezeptor und Ligand unterbunden wird. Es wird angenommen, dass Avelumab die PD-1/PD-L1-Interaktion hemmt, wodurch wiederum die CD8+-T-Zell-Immunantwort verstärkt wird.
Zusätzlich wurde Avelumab so entwickelt, dass möglicherweise auch die antikörperabhängige, zellvermittelte Zytotoxizität (antibody dependent cellular cytotoxicity, ADCC) zum Wirkmechanismus von Avelumab beitragen soll. Avelumab konnte in vitro diesen Wirkmechanismus zeigen.
Neben PD-L1 ist auch PD-1 ein Angriffspunkt im Rahmen der Immuntherapie. Avelumab gehört damit zu einer Gruppe von Immuntherapeutika.

### Klinische Studien
Avelumab wird seit Mai 2015 in Phase-I-, Phase-II- und Phase-III-Studien in verschiedenen Indikationen untersucht.
Die Phase-III-Studie  JAVELIN Ovarian PARP 100 bei unbehandeltem fortgeschrittenen Ovarialkarzinom wurde im März 2019 abgebrochen.
Im Februar 2018 wurde mit der Phase-III-Studie JAVELIN Lung 200 mit der Indikation Bronchialkarzinom der primäre Endpunkt verfehlt. Die Gesamtüberlebensrate konnte nicht verbessert werden. Im November 2017 scheiterte die Phase-III-Studie JAVELIN Gastric 300 zur Drittlinienbehandlung von Patienten mit inoperablem, rezidivierendem oder metastasiertem Adenokarzinom des Magens aus demselben Grund.

### Zulassungen und Einsatzgebiete
Die US-Arzneimittelbehörde FDA hat Avelumab zur Behandlung für zwei Indikationen im Wege des sog. accelerated approvals zugelassen. Am 23. März 2017 stimmte die FDA zunächst einer beschleunigten Zulassung von Avelumab zur Behandlung von Erwachsenen und Kindern (12 Jahre und älter) mit metastasiertem Merkelzellkarzinom (MCC) zu. Das Merkelzellkarzinom ist eine sehr seltene Form von Hautkrebs. Im Mai 2017 erfolgte sodann die beschleunigte Zulassung zur Behandlung von Patienten mit lokal fortgeschrittenem oder metastasiertem Urothelkarzinom (UC), deren Tumorerkrankung unter oder nach platinhaltiger Chemotherapie fortgeschritten war bzw. deren Tumorerkrankung innerhalb von 12 Monaten nach neoadjuvanter oder adjuvanter Behandlung mit einer platinhaltigen Chemotherapie (z. B. mit Cisplatin, Carboplatin oder Oxaliplatin) fortgeschritten war. Beide Indikationen wurden im beschleunigten Verfahren auf Basis des Ansprechens und Ansprechzeit zugelassen. Die fortwährende Zulassung für diese Indikationen kann von der Verifizierung und Beschreibung des klinischen Nutzens in konfirmatorischen Studien abhängig gemacht werden. Ende September 2017 erhielt das Medikament die Zulassung für die EU; die Markteinführung soll im Oktober 2017 stattfinden.